# Campionato del mondo rally 1992
Il campionato del mondo rally 1992 è stata la 20ª edizione del campionato del mondo rally.

## Premesse
Al via della stagione 1992 c'erano ancora le Lancia pigliatutto del precedente quinquennio, ciò pur a fronte del ritiro della casa torinese dalle competizioni, ufficializzato sul finire del 1991: lo sponsor Martini Racing subentrò nella gestione delle berlinette italiane trasformandosi in una squadra vera e propria, appoggiandosi alla struttura del Jolly Club e affidando i volanti al campione del mondo in carica Juha Kankkunen e al francese Didier Auriol; altri piloti nel ruolo di wild card erano l'altro francese Philippe Bugalski, l'italiano Andrea Aghini e l'argentino Jorge Recalde. Vetture antagoniste principali erano le Ford condotte da Miki Biasion, François Delecour, Malcolm Wilson nonché le Toyota guidate da Markku Alén, Carlos Sainz e Armin Schwarz.
In particolare le due rivali al titolo degli anni precedenti, vale a dire la Lancia e la Toyota, avevano pensato bene di evolvere le loro vetture presentando rispettivamente la Delta HF Integrale "Evoluzione" e la Celica Turbo 4WD; mentre la Ford si era affidata alla migliorata Sierra RS Cosworth.
Altre contendenti erano Subaru con le Legacy RS guidate da Colin McRae e da Ari Vatanen; la Nissan con la Sunny contava sul campione del mondo del 1984 Stig Blomqvist, su Grégoire de Mevius, su François Chatriot e sul futuro quattro volte campione del mondo Tommi Mäkinen; la Mitsubishi con la Galant VR-4 puntava invece su Timo Salonen e su Kenneth Eriksson.

## Team e piloti

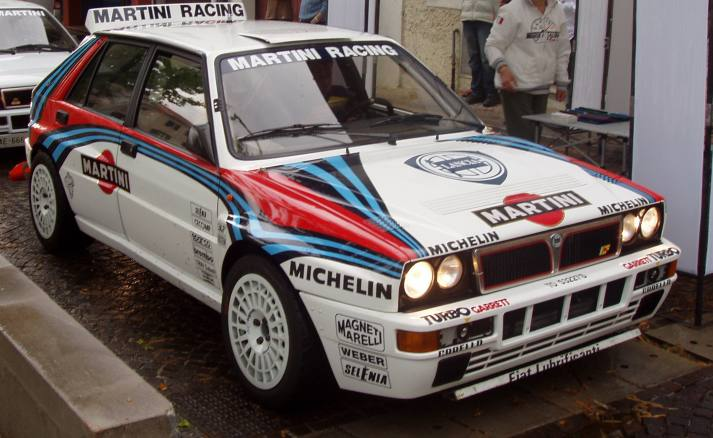
La HF Integrale "Evoluzione", ultimo step della vittoriosa stirpe Delta, rinnovata soprattutto nella geometria delle sospensioni: la berlinetta Lancia terminerà a podio in tutte e 10 le gare valide per il campionato costruttori, conquistando 8 successi e 4 doppiette nonché, a fine stagione, uno storico 6º titolo marche consecutivo.

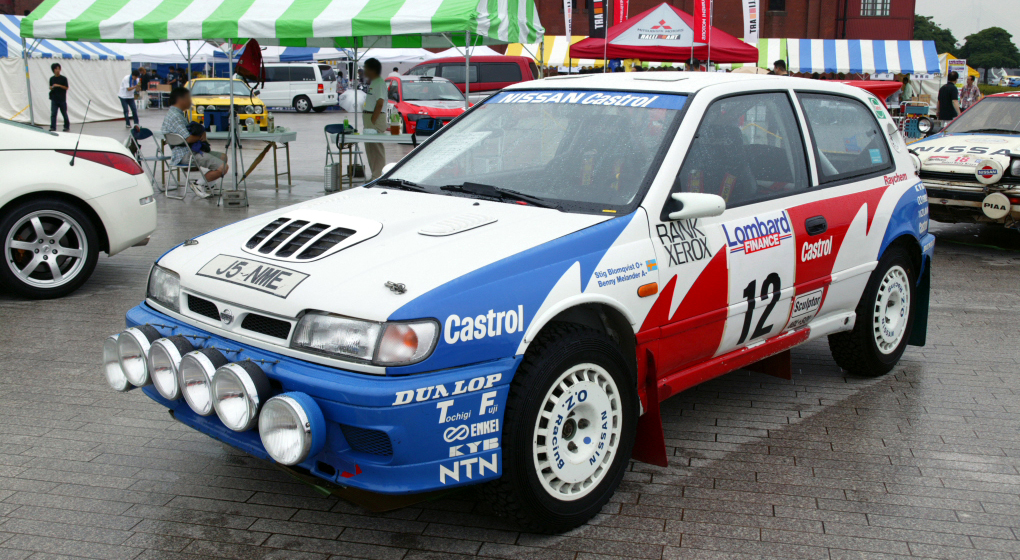
La Nissan Sunny GTI-R, la vettura con la quale Tommi Mäkinen prese parte a 4 gare in stagione.

| Squadra                       | Costruttore | Macchina                     | Pneumatici | Piloti             | Gare                   |
| ----------------------------- | ----------- | ---------------------------- | ---------- | ------------------ | ---------------------- |
| Martini Racing                | Lancia      | Delta HF Integrale           | M          | Juha Kankkunen     | 1, 3–4, 6, 9–11, 13–14 |
| Martini Racing                | Lancia      | Delta HF Integrale           | M          | Didier Auriol      | 1, 3, 5–6, 8–11, 13–14 |
| Martini Racing                | Lancia      | Delta HF Integrale           | M          | Philippe Bugalski  | 1, 5, 9                |
| Martini Racing                | Lancia      | Delta HF Integrale           | M          | Andrea Aghini      | 3, 5, 11, 13–14        |
| Martini Racing                | Lancia      | Delta HF Integrale           | M          | Björn Waldegård    | 4                      |
| Martini Racing                | Lancia      | Delta HF Integrale           | M          | Jorge Recalde      | 4, 8                   |
| Toyota Team Europe            | Toyota      | Celica GT-4 Celica Turbo 4WD | P          | Carlos Sainz       | 1, 3–8, 10, 13–14      |
| Toyota Team Europe            | Toyota      | Celica GT-4 Celica Turbo 4WD | P          | Armin Schwarz      | 1, 3, 5–6, 13          |
| Toyota Team Europe            | Toyota      | Celica GT-4 Celica Turbo 4WD | P          | Markku Alén        | 1–4, 6, 9, 14          |
| Toyota Team Europe            | Toyota      | Celica GT-4 Celica Turbo 4WD | P          | Mats Jonsson       | 2                      |
| Toyota Team Europe            | Toyota      | Celica GT-4 Celica Turbo 4WD | P          | Leif Asterhag      | 2                      |
| Toyota Team Europe            | Toyota      | Celica GT-4 Celica Turbo 4WD | P          | Mikael Ericsson    | 4                      |
| Toyota Team Europe            | Toyota      | Celica GT-4 Celica Turbo 4WD | P          | Ian Duncan         | 4                      |
| Ford Motor Company            | Ford        | Sierra RS Cosworth 4x4       | M          | Miki Biasion       | 1, 3, 5–6, 9, 11, 14   |
| Ford Motor Company            | Ford        | Sierra RS Cosworth 4x4       | M          | François Delecour  | 1, 3, 5–6, 9, 11, 13   |
| Ford Motor Company            | Ford        | Sierra RS Cosworth 4x4       | M          | Gianfranco Cunico  | 11                     |
| Ford Motor Company            | Ford        | Sierra RS Cosworth 4x4       | M          | Mía Bardolet       | 13                     |
| Ford Motor Company            | Ford        | Sierra RS Cosworth 4x4       | M          | Malcolm Wilson     | 14                     |
| Mitsubishi Ralliart Europe    | Mitsubishi  | Galant VR-4                  | M          | Kenneth Eriksson   | 1, 3, 6, 14            |
| Mitsubishi Ralliart Europe    | Mitsubishi  | Galant VR-4                  | M          | Timo Salonen       | 1, 3                   |
| Mitsubishi Ralliart Europe    | Mitsubishi  | Galant VR-4                  | M          | Lasse Lampi        | 2, 9, 14               |
| Mitsubishi Ralliart Europe    | Mitsubishi  | Galant VR-4                  | M          | Kenjirō Shinozuka  | 4, 12                  |
| Mitsubishi Ralliart Europe    | Mitsubishi  | Galant VR-4                  | M          | Ross Dunkerton     | 7, 10                  |
| Mitsubishi Ralliart Europe    | Mitsubishi  | Galant VR-4                  | M          | Patrick Tauziac    | 12                     |
| Nissan Motorsports Europe     | Nissan      | Sunny GTi-R                  | D          | François Chatriot  | 1, 3                   |
| Nissan Motorsports Europe     | Nissan      | Sunny GTi-R                  | D          | Tommi Mäkinen      | 1, 3, 9, 14            |
| Nissan Motorsports Europe     | Nissan      | Sunny GTi-R                  | D          | Stig Blomqvist     | 2, 9, 14               |
| Nissan Motorsports Europe     | Nissan      | Sunny GTi-R                  | D          | Grégoire de Mevius | 3, 6, 8–9, 12, 14      |
| Nissan Motorsports Europe     | Nissan      | Sunny GTi-R                  | D          | Mikael Sundström   | 9                      |
| Subaru Rally Team Europe      | Subaru      | Legacy RS                    | M P        | Ari Vatanen        | 2, 6–7, 9–10, 14       |
| Subaru Rally Team Europe      | Subaru      | Legacy RS                    | M P        | Colin McRae        | 2, 6–7, 9, 14          |
| Subaru Rally Team Europe      | Subaru      | Legacy RS                    | M P        | Per Eklund         | 2, 4, 14               |
| Subaru Rally Team Europe      | Subaru      | Legacy RS                    | M P        | Patrick Njiru      | 4                      |
| Subaru Rally Team Europe      | Subaru      | Legacy RS                    | M P        | Possum Bourne      | 7, 10                  |
| Subaru Rally Team Europe      | Subaru      | Legacy RS                    | M P        | Rob Herridge       | 10                     |
| Audi Sport                    | Audi        | 90 quattro                   | M          | Rudi Stohl         | 4, 6, 8, 12            |
| Mazda Rally Team Asia Pacific | Mazda       | 323 GT-X                     | M          | Rod Millen         | 7, 10                  |
| Société Diac                  | Renault     | Clio 16S                     | M          | Alain Oreille      | 5                      |
| Société Diac                  | Renault     | Clio 16S                     | M          | Jean Ragnotti      | 5                      |
| Société Diac                  | Renault     | Clio 16S                     | M          | Claude Balesi      | 5                      |
| Opel Team Belgium             | Opel        | Calibra 16V                  | M          | Bruno Thiry        | 5, 11–12               |
| Opel Team Belgium             | Opel        | Calibra 16V                  | M          | Alain Lopes        | 12                     |

## Le singole gare
Rally di Monte Carlo.
Al via di quello che è la prima gara del campionato, Schwarz prende inaspettatamente il comando della gara, seguito dal compagno di squadra Sainz e da Auriol. Il tedesco della Toyota però esagera con la velocità, sbaglia ed esce di pista; Sainz quindi scappa subito al comando tallonato sempre da Auriol. Lo spagnolo fatica a tenere a bada l'arrembante francese che proprio sul “Col de Turini”, l'ultima tappa della gara, fa partire l'ultimo e decisivo attacco: Sainz è secondo dietro al pilota francese della Lancia; il terzo posto invece va al campione del Mondo 1991 seguito da Delecour, Bugalski e Salonen.
Rally di Svezia.
Il secondo rally del calendario è però priva dei team principali dato che la gara non è valida per il campionato costruttori.
Il rally viene dunque vinto da Mats Jonsson con la vecchia Celica GT-4.
Rally del Portogallo.
La terza gara vede la nuova sfida tra Lancia e Toyota (dato che la Ford avrà il semplice ruolo di inseguitrice per il resto del Campionato).
In un'edizione del rally portoghese finalmente asciutta dopo il maltempo degli anni precedenti il vincitore è Juha Kankkunen che con una guida impeccabile regala alla Delta del Martini Racing un'altra vittoria.
La gara registra anche il ritiro del vincitore del Monte Carlo Didier Auriol, fermato da problemi tecnici e dalla rinascita del pilota italiano Biasion, che porta la Ford Sierra al secondo gradino del podio.
Buona la gara anche per Aghini che riesce a terminare al comando alcune tappe svoltesi sull'asfalto. 
La Toyota invece disputa un rally da incubo concludendo solo terza (con Sainz) e quarta (con Alen) deludendo così i pronostici che la davano per favorita.
Safari Rally.
Il team nippo-tedesco conta dunque di rifarsi alla quarta gara in calendario, ove la Lancia sostituisce Auriol, poco esperto del rally africano, con Jorge Recalde.
E ciò avviene perché Sainz domina la gara.
Juha Kankkunen, cercando di raggiungere la Toyota, distrugge la sua Lancia ma riesce comunque a raggiungere il secondo posto ceduto da Recalde a tavolino, ma distaccato comunque di 52 minuti dallo spagnolo. Recalde quindi arriva terzo e grazie alla sua buona prova verrà riconfermato anche per il rally d'Argentina, per quello in Australia e per quello in Grecia.
Con la vittoria del pilota spagnolo e il quinto posto di Markku Alen la Toyota sembra dunque essere rinata dopo le delusioni delle prime prove. Sainz inoltre ottiene la prima vittoria in un rally mondiale per la nuova Celica Turbo 4WD (le altre vittorie erano state ottenute con il vecchio modello GT-4, utilizzato dal 1989 al 1991).
Rally di Francia.
Dopo il Safari il mondiale torna in Europa; più precisamente in Corsica, dove Auriol impone alla gara un ritmo forsennato costringendo gli avversari a combattere per i posti d'onore.
La gara sull'isola francese sembra essere di buon auspicio anche per gli altri piloti di casa, vale a dire Jean François Delecour e Philippe Bugalski che terminano rispettivamente secondo e terzo.
Anche Carlos Sainz deve arrendersi allo strapotere francese concludendo quarto davanti al compagno di team Schwarz e ad Andrea Aghini.
Rally di Grecia.
Lo scatenato Auriol porta a casa anche il rally successivo a quello in terra di Francia. È suo infatti anche il rally dell'Acropoli.che conclude davanti a Kankkunen e Biasion.
Per la Toyota questa sarà la tappa del Mondiale in cui toccherà il punto più basso della sua stagione dato che Alen, Sainz e Schwarz escono tutti e tre di strada e sono costretti al ritiro.
Ad approfittarne ovviamente, oltre che la Lancia, sono gli altri inseguitori: Colin Mcrae riesce pertanto a raggiungere un insperato quarto posto davanti a Delecour e Recalde.
Rally di Nuova Zelanda. 
Per far guadagnare punti al pilota madrileno nei confronti di Auriol, la Toyota, a differenza degli altri grandi team, manda Carlos Sainz a gareggiare in Nuova Zelanda.
Come da pronostico il madrileno ottiene una facile vittoria davanti a Piero Liatti e a Ross Dunkerton. Sainz però ora dovrà rinunciare ad altri appuntamenti, visto che ogni pilota può effettuare massimo dieci rally per stagione.
Rally automobilistico d'Argentina.
La Lancia tornerà a contrastare la Toyota in questa che è l'ottava prova del campionato.
Nella gara sudamericana Sainz va subito al comando ma Auriol lo supera dopo alcune speciali e costringe il madrileno della Toyota all'inseguimento.
Sainz tenta la rimonta ma una foratura lo costringe ad accontentarsi della seconda piazza.
Rally di Finlandia.
Nel rally successivo, al Mille Laghi, in Finlandia, ci si aspetta un predominio dei piloti di casa dato che l'unica vittoria di un pilota non finlandese in questo rally all'epoca era quella di Carlos Sainz nel 1990 sempre con la Celica; ma le cose andranno diversamente.
Sugli insidiosi terreni scandinavi la Delta di Auriol permette al francese di ottenere la sua quinta vittoria su sei gare disputate sorprendendo il compagno di squadra Kankkunen che concluderà secondo e soprattutto Markku Alén, vincitore sei volte di questo rally, costretto al terzo gradino del podio.
Con questa doppietta la Lancia è matematicamente vincitrice del Mondiale Costruttori. Colin McRae sarà vittima di ben 4 incidenti, per fortuna tutti senza conseguenze, ma che gli pregiudicherà l'ottima gara fino a quel momento disputata. Auriol sembra avere il titolo in tasca: Kankkunen non sembra in grado di tenere il suo ritmo e Sainz, dopo aver saltato la Finlandia, sarà costretto a disputare un rally in meno rispetto al francese, avendo corso in Nuova Zelanda.
Rally d'Australia.
La marcia vittoriosa di Didier Auriol comunque continuerà ancora nel seguente rally nella terra dei canguri, dove con sei vittorie in una sola stagione ottiene un record; il Mondiale Piloti è oramai a un passo.
Kankkunen e Recalde, in ogni caso, confermano l'ottimo periodo attraversato dalla Lancia terminando in seconda e in quarta posizione.
Carlos Sainz invece si accontenta del terzo posto.
Rally d'Italia.
Dopo aver terminato la prova australiana i piloti sono costretti a tornare in Europa e più precisamente in Italia dato che si corre a Sanremo.
Con Didier Auriol fuori strada dopo essere rimasto privo di una ruota, la gara vede il duello tra Juha Kankkunen e l'italiano Andrea Aghini che vuole ottenere una vittoria nel rally di casa.
Aghini, per nulla intimorito dal blasone del compagno di squadra, vince la prima tappa interamente su asfalto, suo terreno di gara preferito.
Il campione finlandese vince la successiva tappa su sterrato ma Aghini riesce a mantenere un sottile vantaggio; Kankkunen, approfittando delle successive speciali da correre ancora sulla terra, aumenta il ritmo ma Aghini, aspettando l'ultimo percorso notturno su asfalto, non molla e riesce di nuovo a contenere la rimonta del pilota finlandese.
All'ultima manche Andrea Aghini porta in trionfo ancora una volta la Delta e ottiene la sua prima e al tempo stesso ultima vittoria mondiale in carriera; questa sarà anche l'ultimo primo posto tutto italiano in un rally del Campionato del Mondo.
Dietro alle imprendibili Lancia concludono le due Ford Sierra con Delecour terzo e Biasion quarto, mentre il Toyota Team Europe non partecipa alla gara.
Rally della Costa d'Avorio.
Nel dodicesimo rally del Mondiale 1992, disputato in Costa d'Avorio, ancora una volta i grandi team non partecipano lasciando momenti di gloria ai piloti locali.
A vincere sarà la Mitsubishi di Kenjiro Shinozuka che terminerà davanti alla Opel Kadett Gsi 16v di Bruno Thiry.
Rally di Catalogna.
La sfida tra la Toyota e la Lancia si riapre con il Rally di Catalogna, dove Carlos Sainz vuole vincere dato che si trova davanti al suo pubblico e deve recuperare diversi punti da Auriol che è primo in classifica.
La gara spagnola quell'anno è composta da tre tappe; la prima su asfalto e le altre due sulla terra, superficie dove la Celica ultimamente, a causa delle sue dimensioni eccessive, non sta passando un bel periodo.
Il madrileno parte velocissimo e nella tappa asfaltata si porta in testa al gruppo seguito dalle Delta di Auriol e Kankkunen.
La Lancia del pilota francese però inizia ad avere problemi tecnici e Auriol, dopo un'uscita di strada, termina la gara al decimo posto.
Kankkunen nel frattempo cerca la seconda vittoria stagionale mettendo in difficoltà Sainz sui terreni sterrati delle tappe successive ma lo spagnolo vince per un margine di 36 secondi sul finlandese.
Terzo concluderà Andrea Aghini (che con questo ottimo risultato e con la vittoria al Sanremo si guadagna il posto in squadra anche per la stagione successiva) precedendo Alex Fiorio con la Delta dell'Astra Team, Armin Schwarz con la Celica ufficiale e il pilota locale Jesús Puras.
Rally di Gran Bretagna.
Per via degli ultimi risultati, imprevedibilmente, Auriol, Sainz e Kankkunen si trovano distaccati di soli tre punti e i giochi quindi sono ancora aperti.
I tre giorni di gara sono emozionantissimi: Sainz e Auriol si danno battaglia speciale dopo speciale e mentre gli appassionati tengono il fiato sospeso, la Delta del francese è costretta alla resa per una candela difettosa che farà spegnere il motore.
Sainz vola e a nulla servono i tentativi di Kankkunen di recuperare terreno dopo un'uscita di strada. Il finlandese concluderà terzo dietro ad un rinato Vatanen e consegna di fatto la vittoria del Mondiale Piloti a Carlos Sainz ed al suo fedele navigatore, il connazionale Luis Moya.
L'altra Toyota, quella di Alen, conclude quarta precedendo nell'ordine Biasion, McRae, Eriksson, Makinen, Wilson e Aghini.

## Classifiche

### Costruttori
| # | Scuderia   | Rally             | Rally                 | Rally            | Rally              | Rally             | Rally                | Rally                | Rally                | Rally             | Rally                  | Tot. |
| - | ---------- | ----------------- | --------------------- | ---------------- | ------------------ | ----------------- | -------------------- | -------------------- | -------------------- | ----------------- | ---------------------- | ---- |
|   |            | Monaco (bandiera) | Portogallo (bandiera) | Kenya (bandiera) | Francia (bandiera) | Grecia (bandiera) | Argentina (bandiera) | Finlandia (bandiera) | Australia (bandiera) | Italia (bandiera) | Regno Unito (bandiera) |      |
| 1 | Lancia     | 20                | 20                    | (17)             | 20                 | 20                | 20                   | 20                   | 20                   | (20)              | (14)                   | 140  |
| 2 | Toyota     | 17                | 14                    | 20               | (12)               | (4)               | 17                   | 14                   | 14                   | -                 | 20                     | 116  |
| 3 | Ford       | 12                | 17                    | -                | 17                 | 14                | -                    | 10                   | -                    | 14                | 10                     | 94   |
| 4 | Subaru     | -                 | -                     | 11               | -                  | 12                | -                    | 12                   | 8                    | -                 | 17                     | 60   |
| 5 | Mitsubishi | 8                 | 10                    | 2                | -                  | -                 | -                    | 8                    | 10                   | -                 | 6                      | 44   |
| 6 | Nissan     | 6                 | 8                     | -                | -                  | 10                | 9                    | -                    | -                    | -                 | 4                      | 37   |
| 7 | Audi       | -                 | -                     | -                | -                  | -                 | 10                   | -                    | -                    | -                 | -                      | 10   |
| 8 | Renault    | -                 | -                     | -                | 2                  | -                 | 7                    | -                    | -                    | -                 | -                      | 9    |
| 9 | Opel       | -                 | -                     | -                | -                  | -                 | -                    | -                    | -                    | 2                 | -                      | 2    |

### Piloti
| #   | Scuderia                | Rally             | Rally             | Rally                 | Rally            | Rally              | Rally             | Rally                    | Rally                | Rally                | Rally                | Rally             | Rally                     | Rally             | Rally                  | Tot. |
| --- | ----------------------- | ----------------- | ----------------- | --------------------- | ---------------- | ------------------ | ----------------- | ------------------------ | -------------------- | -------------------- | -------------------- | ----------------- | ------------------------- | ----------------- | ---------------------- | ---- |
|     |                         | Monaco (bandiera) | Svezia (bandiera) | Portogallo (bandiera) | Kenya (bandiera) | Francia (bandiera) | Grecia (bandiera) | Nuova Zelanda (bandiera) | Argentina (bandiera) | Finlandia (bandiera) | Australia (bandiera) | Italia (bandiera) | Costa d'Avorio (bandiera) | Spagna (bandiera) | Regno Unito (bandiera) |      |
| 1   | Carlos Sainz            | 15                | -                 | 12                    | 20               | 10                 | -                 | 20                       | 15                   | -                    | 12                   | -                 | -                         | 20                | 20                     | 144  |
| 2   | Juha Kankkunen          | 12                | -                 | 20                    | 15               | -                  | 15                | -                        | -                    | 15                   | 15                   | 15                | -                         | 15                | 12                     | 134  |
| 3   | Didier Auriol           | 20                | -                 | -                     | -                | 20                 | 20                | -                        | 20                   | 20                   | 20                   | -                 | -                         | 1                 | -                      | 121  |
| 4   | Miki Biasion            | 3                 | -                 | 15                    | -                | 4                  | 12                | -                        | -                    | 8                    | -                    | 10                | -                         | -                 | 8                      | 60   |
| 5   | Markku Alén             | -                 | 10                | 10                    | 8                | -                  | -                 | -                        | -                    | 12                   | -                    | -                 | -                         | -                 | 10                     | 50   |
| 6   | François Delecour       | 10                | -                 | -                     | -                | 15                 | 8                 | -                        | -                    | -                    | -                    | 12                | -                         | -                 | -                      | 45   |
| 7   | Andrea Aghini           | -                 | -                 | -                     | -                | 6                  | -                 | -                        | -                    | -                    | -                    | 20                | -                         | 12                | 1                      | 39   |
| 8   | Colin McRae             | -                 | 15                | -                     | -                | -                  | 10                | -                        | -                    | 3                    | -                    | -                 | -                         | -                 | 6                      | 34   |
| 9   | Alex Fiorio             | -                 | -                 | -                     | -                | -                  | 4                 | -                        | 10                   | -                    | -                    | 8                 | -                         | 10                | -                      | 32   |
| 10  | Jorge Recalde           | -                 | -                 | -                     | 12               | -                  | 6                 | -                        | -                    | -                    | 10                   | -                 | -                         | -                 | -                      | 28   |
| 11  | Ari Vatanen             | -                 | -                 | -                     | -                | -                  | -                 | -                        | -                    | 10                   | -                    | -                 | -                         | -                 | 15                     | 25   |
| 12  | Piero Liatti            | -                 | -                 | -                     | -                | 3                  | -                 | 15                       | -                    | -                    | -                    | 4                 | -                         | -                 | -                      | 22   |
| 13  | Philippe Bugalski       | 8                 | -                 | -                     | -                | 12                 | -                 | -                        | -                    | 2                    | -                    | -                 | -                         | -                 | -                      | 22   |
| 14  | Kenjirō Shinozuka       | -                 | -                 | -                     | 1                | -                  | -                 | -                        | -                    | -                    | -                    | -                 | 20                        | -                 | -                      | 21   |
| 15  | Mats Jonsson            | -                 | 20                | -                     | -                | -                  | -                 | -                        | -                    | -                    | -                    | -                 | -                         | -                 | -                      | 20   |
| 16  | Ross Dunkerton          | -                 | -                 | -                     | -                | -                  | -                 | 12                       | -                    | -                    | 8                    | -                 | -                         | -                 | -                      | 20   |
| 17  | Bruno Thiry             | -                 | -                 | -                     | -                | -                  | -                 | -                        | -                    | -                    | -                    | 2                 | 15                        | -                 | -                      | 17   |
| 18  | Gustavo Trelles         | -                 | -                 | -                     | -                | -                  | -                 | -                        | 12                   | -                    | -                    | -                 | -                         | 4                 | -                      | 16   |
| 19  | Armin Schwarz           | -                 | -                 | -                     | -                | 8                  | -                 | -                        | -                    | -                    | -                    | -                 | -                         | 8                 | -                      | 16   |
| 20  | Timo Salonen            | 6                 | -                 | 8                     | -                | -                  | -                 | -                        | -                    | -                    | -                    | -                 | -                         | -                 | -                      | 14   |
| 21= | Stig Blomqvist          | -                 | 12                | -                     | -                | -                  | -                 | -                        | -                    | -                    | -                    | -                 | -                         | -                 | -                      | 12   |
| 21= | Patrice Servant         | -                 | -                 | -                     | -                | -                  | -                 | -                        | -                    | -                    | -                    | -                 | 12                        | -                 | -                      | 12   |
| 23  | Hiroshi Nishiyama       | -                 | -                 | -                     | -                | -                  | -                 | -                        | 2                    | -                    | -                    | -                 | 10                        | -                 | -                      | 12   |
| 24  | Ed Ordynski             | -                 | -                 | -                     | -                | -                  | -                 | 8                        | -                    | -                    | 4                    | -                 | -                         | -                 | -                      | 12   |
| 25= | Mikael Ericsson         | -                 | -                 | -                     | 10               | -                  | -                 | -                        | -                    | -                    | -                    | -                 | -                         | -                 | -                      | 10   |
| 25= | Mikael Sundström        | -                 | -                 | -                     | -                | -                  | -                 | 10                       | -                    | -                    | -                    | -                 | -                         | -                 | -                      | 10   |
| 27  | François Chatriot       | 4                 | -                 | 6                     | -                | -                  | -                 | -                        | -                    | -                    | -                    | -                 | -                         | -                 | -                      | 10   |
| 28  | Lasse Lampi             | -                 | 3                 | -                     | -                | -                  | -                 | -                        | -                    | 6                    | -                    | -                 | -                         | -                 | -                      | 9    |
| 29= | Leif Asterhag           | -                 | 8                 | -                     | -                | -                  | -                 | -                        | -                    | -                    | -                    | -                 | -                         | -                 | -                      | 8    |
| 29= | Rudi Stohl              | -                 | -                 | -                     | -                | -                  | -                 | -                        | 8                    | -                    | -                    | -                 | -                         | -                 | -                      | 8    |
| 29= | Samir Assef             | -                 | -                 | -                     | -                | -                  | -                 | -                        | -                    | -                    | -                    | -                 | 8                         | -                 | -                      | 8    |
| 32= | Per Eklund              | -                 | 6                 | -                     | 2                | -                  | -                 | -                        | -                    | -                    | -                    | -                 | -                         | -                 | -                      | 8    |
| 32= | Carlos Menem, Jr.       | -                 | -                 | 2                     | -                | -                  | -                 | -                        | 6                    | -                    | -                    | -                 | -                         | -                 | -                      | 8    |
| 34= | Ian Duncan              | -                 | -                 | -                     | 6                | -                  | -                 | -                        | -                    | -                    | -                    | -                 | -                         | -                 | -                      | 6    |
| 34= | Yoshio Fujimoto         | -                 | -                 | -                     | -                | -                  | -                 | 6                        | -                    | -                    | -                    | -                 | -                         | -                 | -                      | 6    |
| 34= | Peter 'Possum' Bourne   | -                 | -                 | -                     | -                | -                  | -                 | -                        | -                    | -                    | 6                    | -                 | -                         | -                 | -                      | 6    |
| 34= | Gilberto Pianezzola     | -                 | -                 | -                     | -                | -                  | -                 | -                        | -                    | -                    | -                    | 6                 | -                         | -                 | -                      | 6    |
| 34= | Alain Oudit             | -                 | -                 | -                     | -                | -                  | -                 | -                        | -                    | -                    | -                    | -                 | 6                         | -                 | -                      | 6    |
| 34= | Jesús Puras             | -                 | -                 | -                     | -                | -                  | -                 | -                        | -                    | -                    | -                    | -                 | -                         | 6                 | -                      | 6    |
| 40  | Tommi Mäkinen           | 2                 | -                 | -                     | -                | -                  | -                 | -                        | -                    | -                    | -                    | -                 | -                         | -                 | 3                      | 5    |
| 41= | Björn Johansson         | -                 | 4                 | -                     | -                | -                  | -                 | -                        | -                    | -                    | -                    | -                 | -                         | -                 | -                      | 4    |
| 41= | Mía Bardolet            | -                 | -                 | 4                     | -                | -                  | -                 | -                        | -                    | -                    | -                    | -                 | -                         | -                 | -                      | 4    |
| 41= | Sarbi Rai               | -                 | -                 | -                     | 4                | -                  | -                 | -                        | -                    | -                    | -                    | -                 | -                         | -                 | -                      | 4    |
| 41= | Will Orr                | -                 | -                 | -                     | -                | -                  | -                 | 4                        | -                    | -                    | -                    | -                 | -                         | -                 | -                      | 4    |
| 41= | Gabriel Raies           | -                 | -                 | -                     | -                | -                  | -                 | -                        | 4                    | -                    | -                    | -                 | -                         | -                 | -                      | 4    |
| 41= | Sebastian Lindholm      | -                 | -                 | -                     | -                | -                  | -                 | -                        | -                    | 4                    | -                    | -                 | -                         | -                 | -                      | 4    |
| 41= | Manfred Stohl           | -                 | -                 | -                     | -                | -                  | -                 | -                        | -                    | -                    | -                    | -                 | 4                         | -                 | -                      | 4    |
| 41= | Kenneth Eriksson        | -                 | -                 | -                     | -                | -                  | -                 | -                        | -                    | -                    | -                    | -                 | -                         | -                 | 4                      | 4    |
| 49= | Joaquim Santos          | -                 | -                 | 3                     | -                | -                  | -                 | -                        | -                    | -                    | -                    | -                 | -                         | -                 | -                      | 3    |
| 49= | Patrick Njiru           | -                 | -                 | -                     | 3                | -                  | -                 | -                        | -                    | -                    | -                    | -                 | -                         | -                 | -                      | 3    |
| 49= | 'Jigger' Vardinoyiannis | -                 | -                 | -                     | -                | -                  | 3                 | -                        | -                    | -                    | -                    | -                 | -                         | -                 | -                      | 3    |
| 49= | Seiichiro Taguchi       | -                 | -                 | -                     | -                | -                  | -                 | 3                        | -                    | -                    | -                    | -                 | -                         | -                 | -                      | 3    |
| 49= | Miguel Torrás           | -                 | -                 | -                     | -                | -                  | -                 | -                        | 3                    | -                    | -                    | -                 | -                         | -                 | -                      | 3    |
| 49= | Tolley Challis          | -                 | -                 | -                     | -                | -                  | -                 | -                        | -                    | -                    | 3                    | -                 | -                         | -                 | -                      | 3    |
| 49= | César Baroni            | -                 | -                 | -                     | -                | -                  | -                 | -                        | -                    | -                    | -                    | 3                 | -                         | -                 | -                      | 3    |
| 49= | Denis Occelli           | -                 | -                 | -                     | -                | -                  | -                 | -                        | -                    | -                    | -                    | -                 | 3                         | -                 | -                      | 3    |
| 49= | Pedro Diego             | -                 | -                 | -                     | -                | -                  | -                 | -                        | -                    | -                    | -                    | -                 | -                         | 3                 | -                      | 3    |
| 58= | Sören Nilsson           | -                 | 2                 | -                     | -                | -                  | -                 | -                        | -                    | -                    | -                    | -                 | -                         | -                 | -                      | 2    |
| 58= | Jean Ragnotti           | -                 | -                 | -                     | -                | 2                  | -                 | -                        | -                    | -                    | -                    | -                 | -                         | -                 | -                      | 2    |
| 58= | Grégoire de Mevius      | -                 | -                 | -                     | -                | -                  | 2                 | -                        | -                    | -                    | -                    | -                 | -                         | -                 | -                      | 2    |
| 58= | Barry Sexton            | -                 | -                 | -                     | -                | -                  | -                 | 2                        | -                    | -                    | -                    | -                 | -                         | -                 | -                      | 2    |
| 58= | Kiyoshi Inoue           | -                 | -                 | -                     | -                | -                  | -                 | -                        | -                    | -                    | 2                    | -                 | -                         | -                 | -                      | 2    |
| 58= | Jean-Claude Dupuis      | -                 | -                 | -                     | -                | -                  | -                 | -                        | -                    | -                    | -                    | -                 | 2                         | -                 | -                      | 2    |
| 58= | Mohammed Bin Sulayem    | -                 | -                 | -                     | -                | -                  | -                 | -                        | -                    | -                    | -                    | -                 | -                         | 2                 | -                      | 2    |
| 58= | Malcolm Wilson          | -                 | -                 | -                     | -                | -                  | -                 | -                        | -                    | -                    | -                    | -                 | -                         | -                 | 2                      | 2    |
| 66= | Jarmo Kytölehto         | -                 | 1                 | -                     | -                | -                  | -                 | -                        | -                    | 1                    | -                    | -                 | -                         | -                 | -                      | 2    |
| 66= | Craig Stallard          | -                 | -                 | -                     | -                | -                  | -                 | 1                        | -                    | -                    | 1                    | -                 | -                         | -                 | -                      | 2    |
| 68= | Christophe Spiliotis    | 1                 | -                 | -                     | -                | -                  | -                 | -                        | -                    | -                    | -                    | -                 | -                         | -                 | -                      | 1    |
| 68= | José Miguel             | -                 | -                 | 1                     | -                | -                  | -                 | -                        | -                    | -                    | -                    | -                 | -                         | -                 | -                      | 1    |
| 68= | Alain Oreille           | -                 | -                 | -                     | -                | 1                  | -                 | -                        | -                    | -                    | -                    | -                 | -                         | -                 | -                      | 1    |
| 68= | Fernando Capdevila      | -                 | -                 | -                     | -                | -                  | 1                 | -                        | -                    | -                    | -                    | -                 | -                         | -                 | -                      | 1    |
| 68= | Walter d'Agostini       | -                 | -                 | -                     | -                | -                  | -                 | -                        | 1                    | -                    | -                    | -                 | -                         | -                 | -                      | 1    |
| 68= | Giovanni Manfrinato     | -                 | -                 | -                     | -                | -                  | -                 | -                        | -                    | -                    | -                    | 1                 | -                         | -                 | -                      | 1    |
| 68= | Guy Colsoul             | -                 | -                 | -                     | -                | -                  | -                 | -                        | -                    | -                    | -                    | -                 | 1                         | -                 | -                      | 1    |